# Spritzprägen
Das Spritzprägen ist eine Weiterentwicklung des Spritzgießens zur Herstellung hochgenauer oder sehr großer Bauteile aus Kunststoff. Dabei wird die Kunststoffschmelze als sogenannter Massekuchen in das praktisch drucklose, nicht völlig geschlossene Werkzeug eingespritzt. Es wird erst während des Erstarrungsvorganges komplett geschlossen. Der sich dadurch gleichmäßig aufbauende Schließdruck sorgt für die endgültige Ausformung des Formteiles.

## Vorteile
Spritzprägen kann man auf Maschinen aller Bauarten. Besonders einfach lässt sich der Arbeitsablauf auf der Schließseite auf Maschinen mit vollhydraulischem Schließsystem steuern, da diese „weicher“ sind. Der Arbeitsablauf ist programmierbar und kann auch bei Duroplastverarbeitung gut auf den Umwandlungsprozess der Formmasse zum Formteil und die jeweilige Härtungscharakteristik angepasst werden. Die beim Spritzgießverfahren bei faserverstärkten Formmassen auftretende Faserorientierung wird beim Spritzprägen teilweise aufgehoben. Spritzprägen liefert bei allen Kunststoffen Formteile mit sehr guter Oberfläche, geringer mechanischer Anisotropie und geringen Eigenspannungen. Ferner wird die benötigte Schließkraft reduziert, so dass auf einer gegebenen Maschine größere Bauteile hergestellt bzw. für ein gegebenes Bauteil eine kleinere Maschine verwendet werden kann.

## Varianten
Bei einer Variante kann die Kavität komplett gefüllt werden. Der ansteigende Innendruck öffnet das Werkzeug um einen kontrollierten geringen Weg. Durch Anheben der Schließkraft wird Druck auf die Formmasse ausgeübt und ein relativ spannungsarmes Formteil ausgeformt. Diese Variante wird bei der Herstellung von Datenträgern aus Polycarbonat (PC) verwendet (CD, DVD).

## Anwendungen
Das Spritzprägen wird bei Thermoplasten und bei Duroplasten angewendet. Bei Duroplasten entfernt man flüchtige Bestandteile, z. B. Luft oder Wasserdampf, der aus der Feuchtigkeit der Formmasse und dem Reaktionswasser während der beginnenden Aushärtung im Werkzeug entsteht. Die endgültige Verdichtung der duroplastischen Formmasse ist hier besonders vorteilhaft hinsichtlich der Qualität.
Bei Thermoplasten ist insbesondere die hohe Konturabformung der Werkzeugstruktur entscheidend, wie sie z. B. zur Herstellung von Katzenaugen benötigt wird. Daneben werden auch großflächige oder dickwandige Bauteile in optischen Anwendungen wie z. B. Scheiben oder Linsen mit dem Spritzprägeverfahren hergestellt.